# Vrtulníková výsadková loď

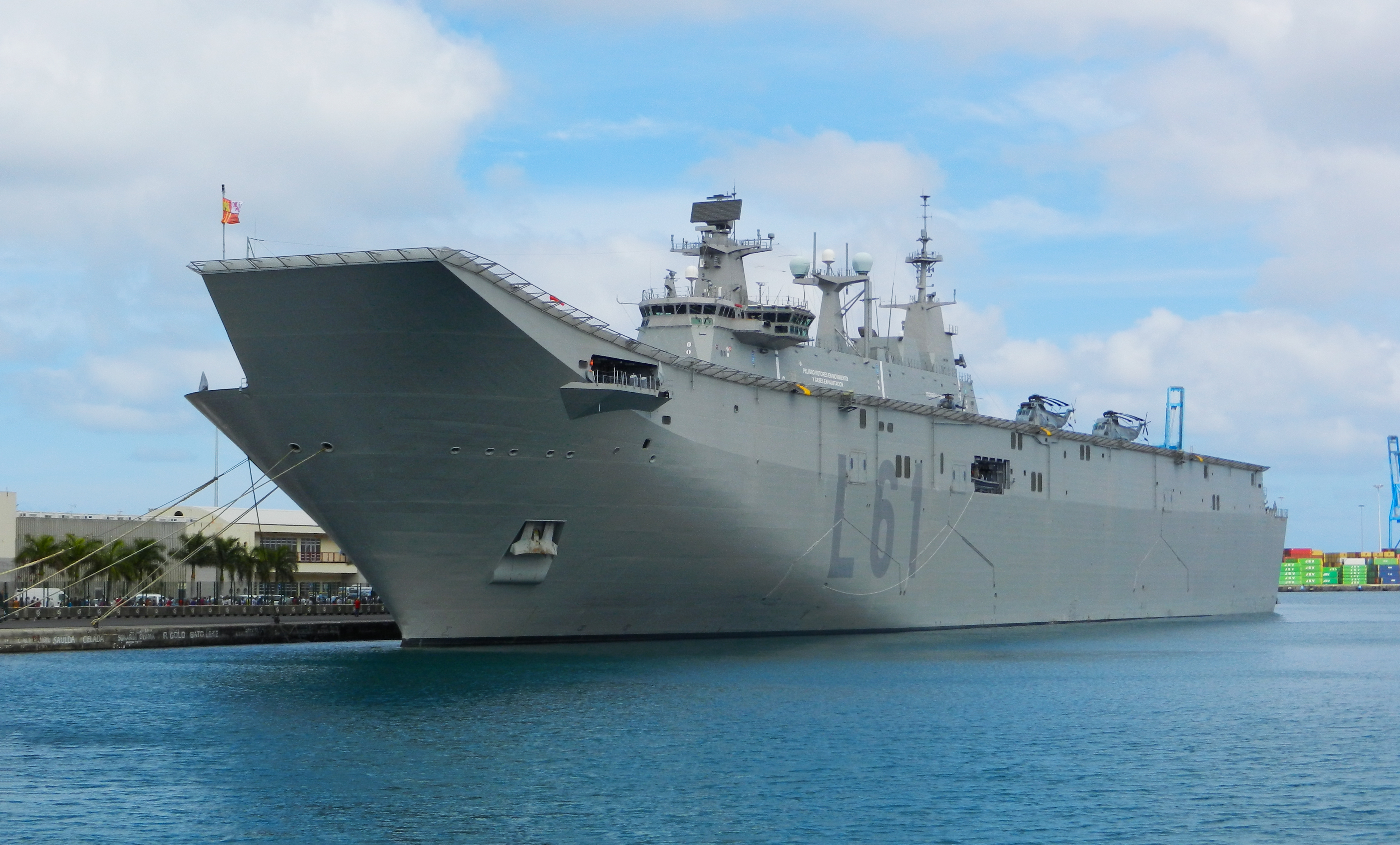
Juan Carlos I (L-61)

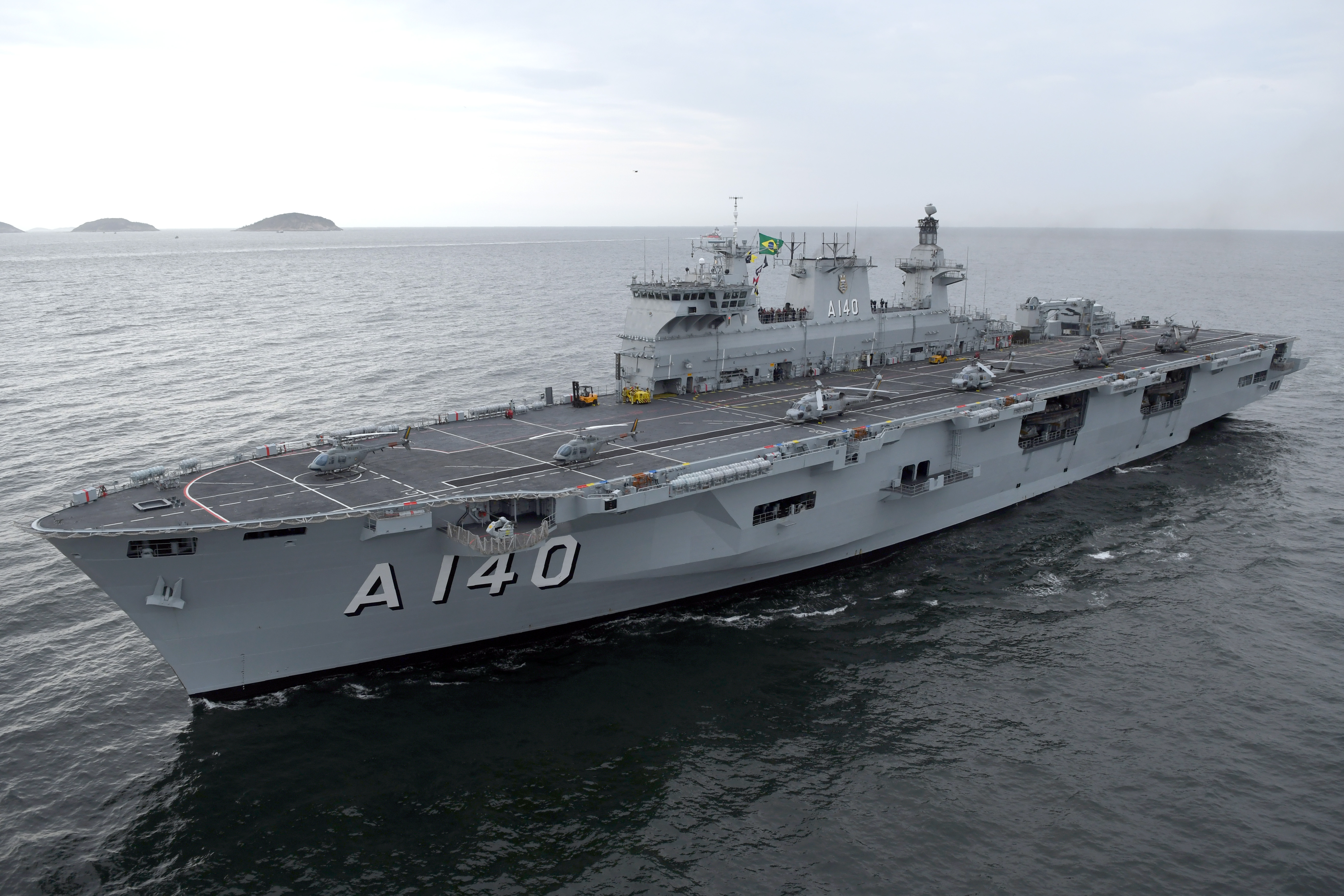
Atlântico

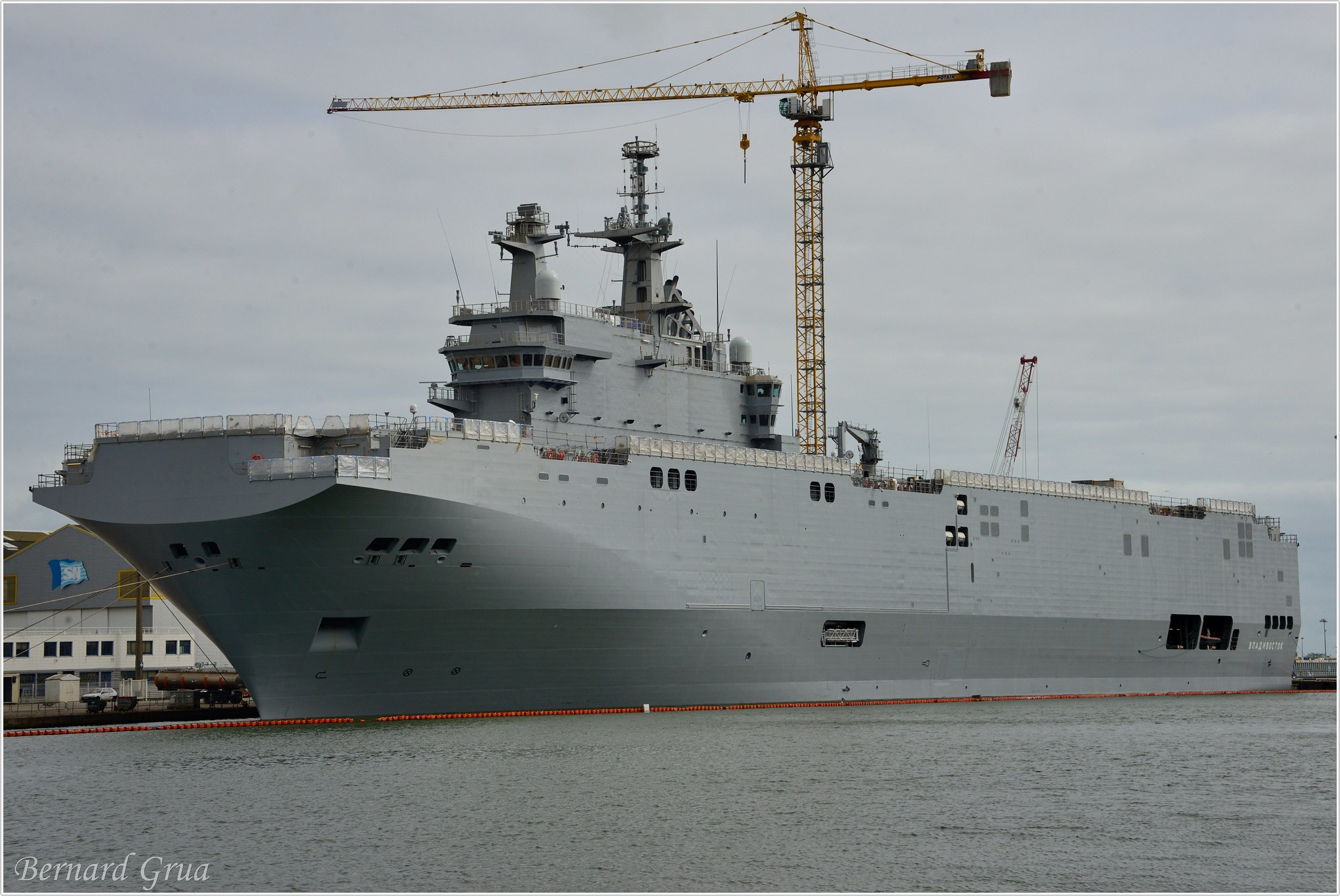
Gamal Abdel Nasser

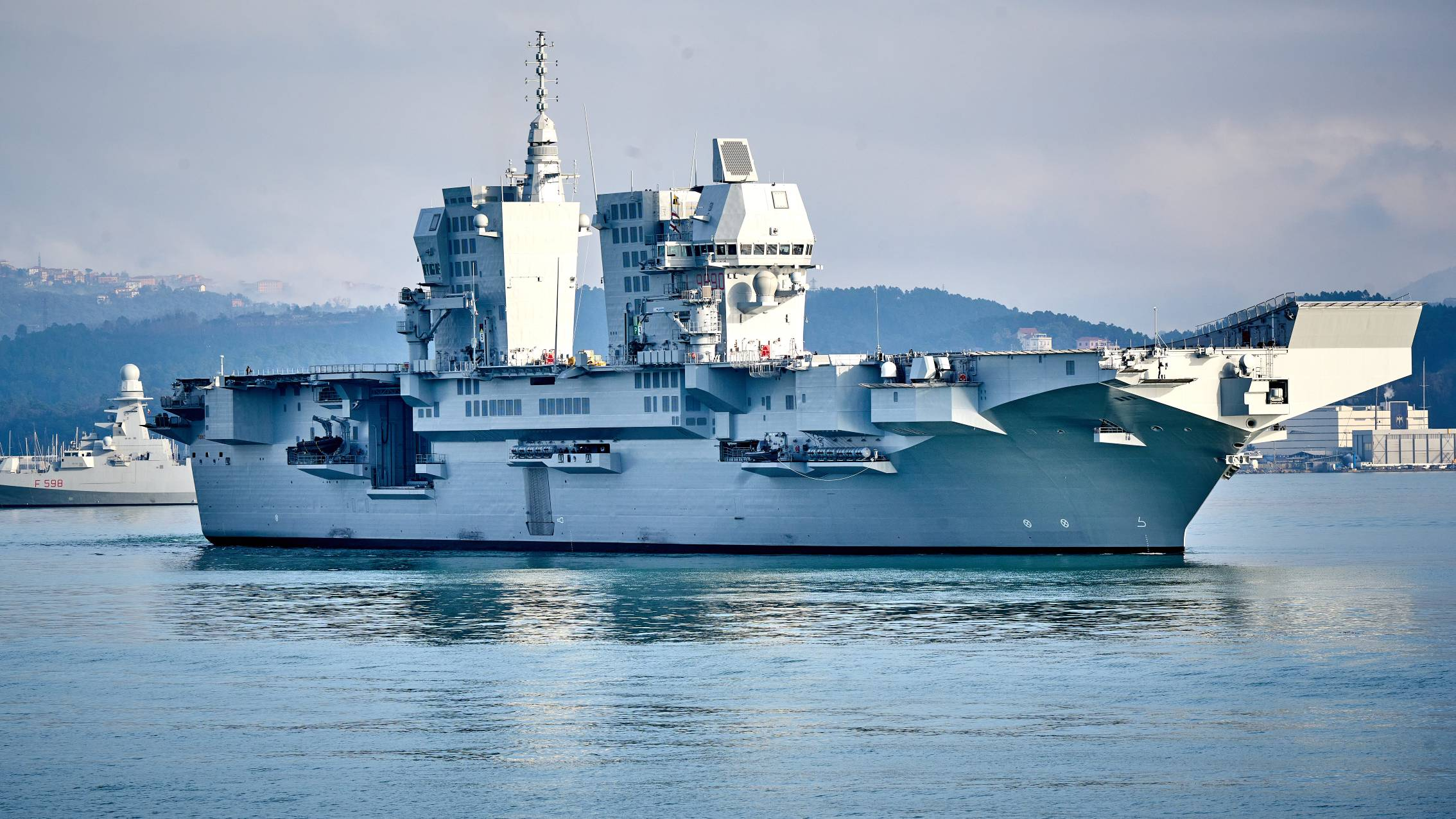
Trieste

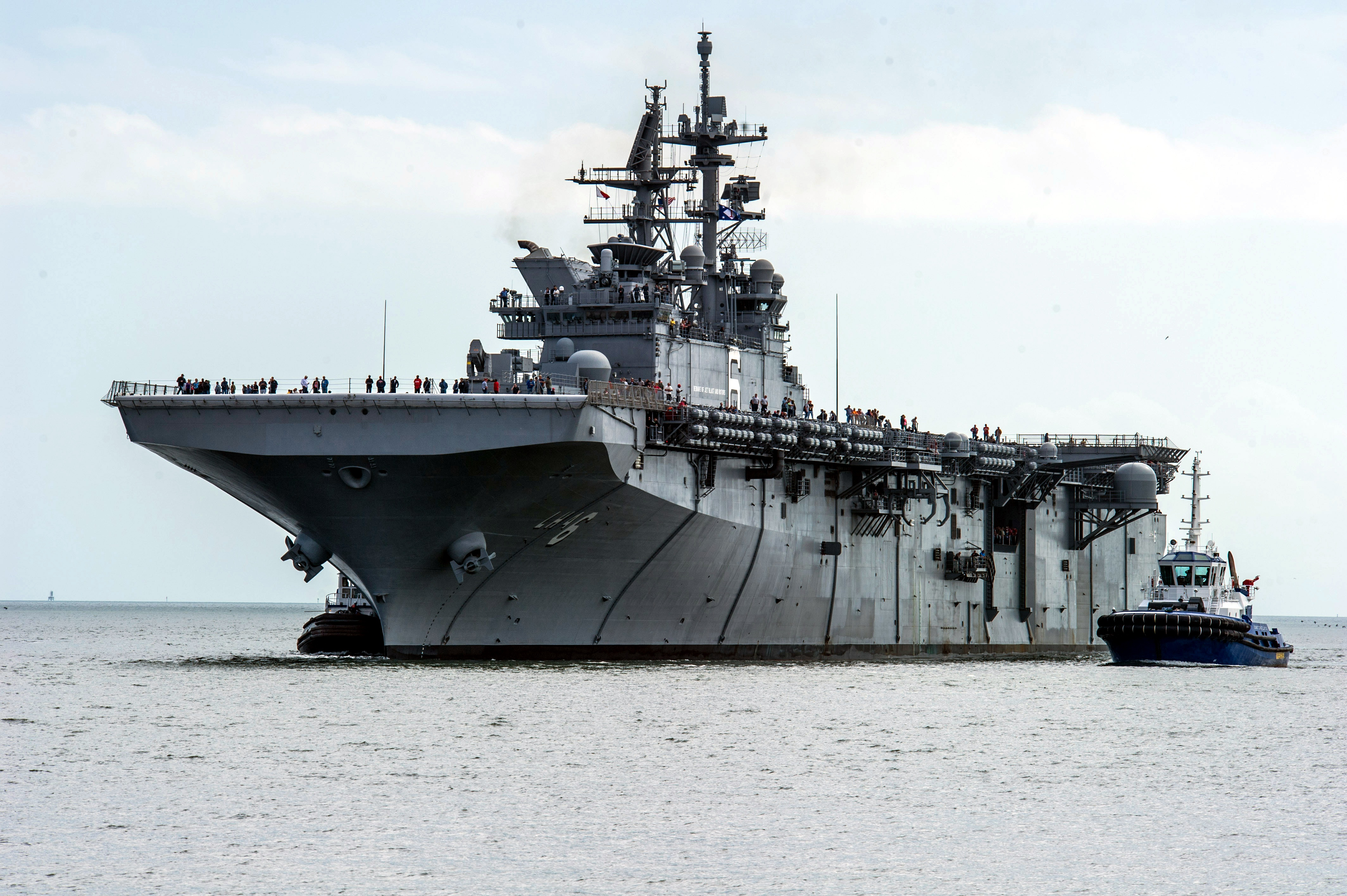
USS America

Vrtulníková výsadková loď je druh velké výsadkové lodi konstruované speciálně k zajištění provozu většího počtu vrtulníků. Lodě této kategorie mají průběžnou letovou palubu jako klasické letadlové lodě a obvykle též mají podpalubní hangár. Nesou různé kombinace transportních vrtulníků, někdy též bitevních vrtulníků a letounů s překlopnými rotory. Časté je též nesení bojových letounů kategorie STOVL. Pro usnadnění jejich startu s velkým bojovým zatížením je část vrtulníkových výsadkových lodí vybavena „skokanským můstkem“ na přídi.
Na rozdíl od běžné letadlové lodi má výsadková loď také ubytovací a nákladové prostory pro výsadek vojáků, jejich techniku a zásoby. Bývá také vybavena pro velení výsadkovým operacím. Protože ani nejtěžší vrtulníky neunesou těžkou vojenskou techniku, je část těchto lodí vybavena dokem pro vypouštění výsadkových člunů či vznášedel Landing Craft Air Cushion (LCAC).

## Vývoj
Letadlové lodě nasadili k provedení vrtulníkového výsadku poprvé Britové za Suezské krize v roce 1956. Tehdy v této roli nasadili lehké letadlové lodě třídy Colossus — Ocean a Theseus. Poté byly na první vrtulníkové výsadkové lodě přestavěny letadlové lodě třídy Centaur — Albion a Bulwark. Byly to nosiče speciálních jednotek Commandos. Ve Velké Británii na ně navázala až Ocean v roce 1998.
Největší flotilu lodí tohoto typu vlastní USA. Ty v této roli nejprve používali upravené druhoválečné letadlové lodě. Nejprve byla upravena eskortní letadlová loď Thetis Bay třídy Casablanca. Poté byly upraveny daleko větší letadlové lodě Boxer, Princeton a Valley Forge třídy Essex, které byly nasazeny též ve vietnamské válce.
Americké námořnictvo přitom jako první na světě získalo vrtulníkové výsadkové lodě stavěné od počátku pro tento účel. Jednalo se o osm lodí třídy Iwo Jima. Na ně navázalo pět lodí vylepšené třídy Tarawa a osm lodí třídy Wasp – obě tyto třídy byly vybaveny palubním dokem. V současné době Američané staví třetí jednotku nejnovější třídy America, která velikostí překoná všechna dosavadní plavidla tohoto typu. Třída America nebude mít, na rozdíl od svých amerických předchůdkyň palubní dok, ale naopak navýšenu kapacitu leteckého parku. V něm budou zastoupeny i konvertoplány V-22 Osprey a víceúčelové bojové letouny F-35B Lightning II.
Italské námořnictvo vlastní trojici vrtulníkových výsadkových lodí třídy San Giorgio. V této roli však může použít rovněž víceúčelovou letadlovou loď Cavour. Francouzské námořnictvo provozuje trojici vrtulníkových výsadkových lodí třídy Mistral, o jejichž získání mělo zájem Rusko, ale kvůli anexi Krymu je nezískalo a 2 lodě třídy Mistral byly nakonec prodány Egyptu. Japonské námořní síly sebeobrany vlastní tři jednotky třídy Ósumi, Jižní Korea již dokončila první ze čtyř plánovaných lodí třídy Dokdo a Španělsko provozuje vlastní vrtulníkovou výsadkovou loď Juan Carlos I. Podle španělského projektu postavila Austrálie dvě lodě třídy Canberra.